# Bugatti Type 35
Bugatti Typo 35 (anglicky Bugatti Type 35) byl závodní automobil, který v roce 1924 navrhl a zkonstruoval Ettore Bugatti. Tento závodní vůz se vyznačoval nejen skvělými jízdními vlastnostmi, výbornými osmiválcovými motory a špičkovým zpracováním, ale na rozdíl od konkurenčních vozů i nádhernou karosérií. Tu bylo možno doplnit světly a blatníky a rázem se z něj stal na pohled vcelku standardní sportovní vůz pro bohaté. Bugatti Type 35 pomohlo Ettore Bugattimu stát se seriózním výrobcem vozů a společnosti Bugatti pomohlo dosáhnout mytického statusu, jaký má dnes.

## Vznik a vývoj
Bugatti nabízel soukromým závodníkům hned několik výkonových verzí. Standardní Type 35 z roku 1924 byl poháněn dvoulitrovým řadovým osmiválcem SOHC se třemi ventily na válec a výkonem 95 koní. V letech 1926–1927 doplnil Bugatti svoji nabídku o další typy. Nejprve se objevil v nabídce Type 35B s motorem 2,3 litru a kompresorem Roots, s nímž dosahoval výkonu 140 koní při 5000 ot/min. Dalšími změnami, podle nichž jej lze snadno identifikovat, byl rozměrnější a více dopředu posunutý chladič. Zcela identicky vypadal i opět kompresorem Roots přeplňovaný Type 35C, který disponoval výkonem 125 k. Motor modelu Type 35T (T jako Targa) měl atmosférický osmiválec o obsahu 2,3l.
Kromě těchto modelů existovaly i levnější varianty Type 37 a 39, které vypadaly prakticky identicky, ale byly poháněny jednoduššími motory. U Type 37 to byl řadový čtyřválec s obsahem 1496 cm³, výkonem 60 až 90 k a maximální rychlostí okolo 150 km/h. Type 39 byl poháněn atmosférickými nebo přeplňovanými řadovými osmiválci o obsahu 1493 cm³, jež dosahovaly výkonu 80 až 120 k.
Jeden z prvních vyrobených automobilů Bugatti 35 zakoupil Čeněk Junek, který s ním závodil v letech 1925–1926, potom na něm jezdila jeho manželka Eliška Junková. 
Celkem bylo vyrobeno přibližně 200 vozů Bugatti Type 35 v různých modifikacích (jiný zdroj udává až 400 vozů) a do Čech se jich dostalo přibližně 15. Zvuk motoru tohoto auta inspiroval Jaroslava Ježka k napsání skladby Bugatti step.

## Popis vozu
Bugatti Type 35 byl závodní automobil s kapalinou chlazeným čtyřdobým osmiválcovým motorem s rozvodem SOHC umístěným podél za přední nápravou a s pohonem zadních kol. Motor se zdvihovým objemem 1991 cm³ podával výkon 66,2–73,5 kW/90–100 k při 6000 ot/min a dosahoval maximální rychlosti 175–180 km/h. Četná kluzná ložiska potřebovala rozstřikovací mazání, a přesto trpěla značným opotřebením s nutností časté výměny. Model T35 dosahoval, proti předchůdcům T28 a T30, až o 30 % vyšších otáček. Musely být změněny váčkový i klikový hřídel, ojnice, ložiska i mazání.
Vozy měly karburátor Solex nebo Zenith, manuální čtyřstupňovou převodovku, velmi strmé řízení a bubnové brzdy na všech kolech s vyrovnávacím systémem pro stejnoměrný brzdný účinek na všech kolech. Brzdy byly ovládány lanky. Pohon na zadní kola. Vpředu tuhá náprava a podélná listová pera, vzadu tuhá náprava a podélná čtvrteliptická listová pera. Karoserie typu roadster byla dvoumístná, otevřená.
Nejcharakterističtějším prvkem nového Bugatti Type 35 byla litá hliníková kola s integrovanými bubnovými brzdami a demontovatelnými ráfky pro snazší výměnu pneumatik. Hliníkové karoserii dominovala osobitá maska chladiče ve tvaru koňské podkovy.
V následující letech Ettore Bugatti do stejného podvozku vestavoval jiné motory, s kompresorem T35B a T35C, resp. verze se sníženým objemem válců (1991 ccm) bez kompresoru T35A a verze T35T s objemem válců 2262 ccm.

## Sportovní úspěchy

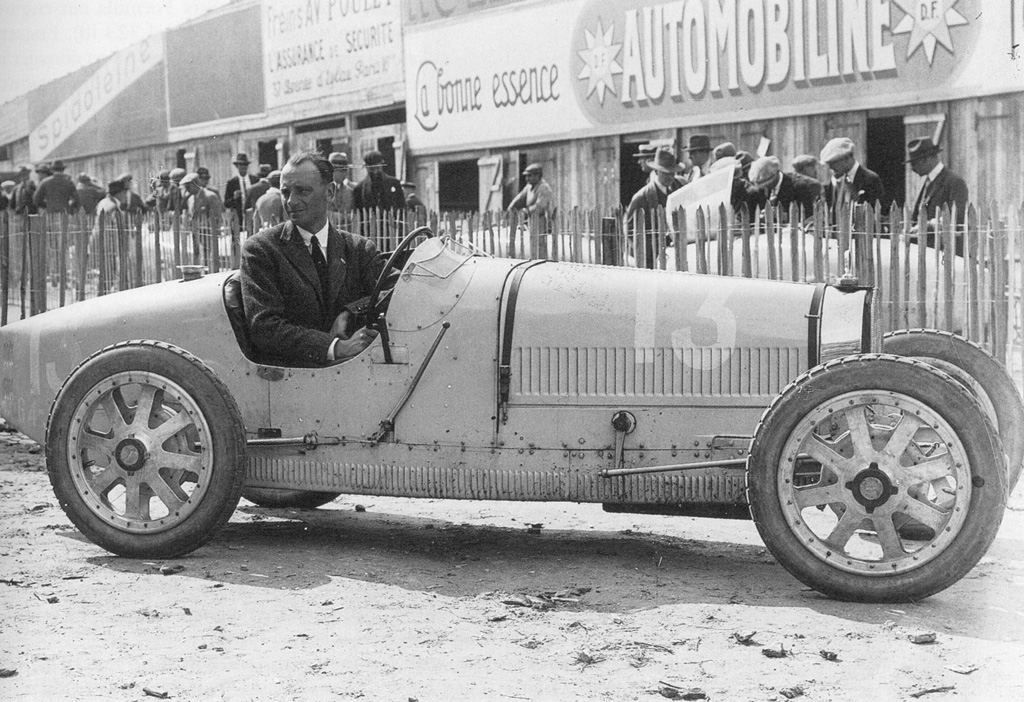
Bartolomeo " Meo" Constantini, Bugatti Type 35 při GP Francie v Lyonu (1924)

Již v roce 1924 na Grand Prix Evropy (Lyon, 3. srpna) bylo přihlášeno pět vozů Bugatti 35, které skončily na sedmém (Jean Chassagne) a osmém místě (Ernst Fridrich). Další 3 vozy do cíle nedojely. Na Velké ceně San Sebastian ve Španělsku skončil Bartolomeo "Meo" Costantini druhý, Pierre de Vizcaya pátý a Jean Chassagne šestý. Tak začala slavná kariéra tohoto typu. Hned na zahájení sezóny 22. února 1925 vyhrál T35 Velkou cenu Říma (Carlo Masetti) a slavné Targa Florio (Meo Costantini). V letech 1926 až 1930 modré vozy Bugatti T35 dominovaly závodní scéně a staly se jedním z nejúspěšnějších soutěžních vozů všech dob. Na modelu Type 35 vyrostly a závodily takové světové hvězdy jako byli Philippe Étancelin William Grover-Williams, Louis Chiron, Albert Divo, Jules Goux a další. Kariéru tohoto typu "přibrzdila" mezinárodní automobilová federace A.I.A.C.R. resp. její Mezinárodní sportovní výbor CSI, který pro roky 1926–7 stanovil pro formulové závody maximální objem válců 1,5 litru (s kompresorem nebo bez), přičemž minimální hmotnostní limit byl 600 kg. Řada Velkých cen byla v tomto období vypsána pouze pro tuto kategorii. Naštěstí pro Bugatti 35 byly vypsány i závody tzv. volné formule, kde mohly startovat i vozy nad 1,5 l.

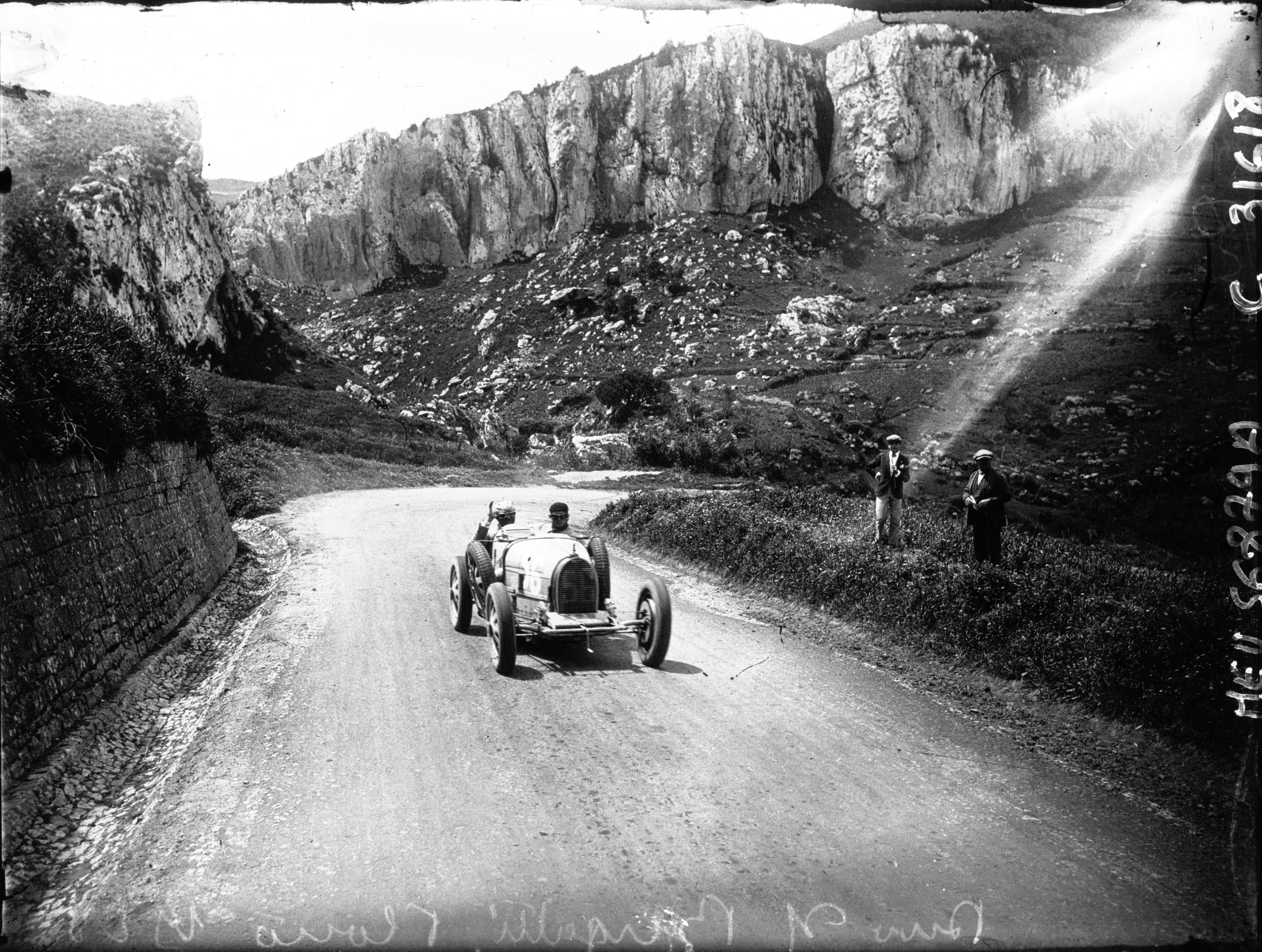
Albert Divo v Bugatti T35B, vítěz Targa Florio 1928

Alessandro Consonno vyhrál na T35 závod konaný 21. března 1926 na okruhu Pozzo u Verony a hrabě Aymo Maggi Velkou cenu Říma (28. března). Na slavném závodě Targa Florio (26. dubna) představila stáj Automobiles Ettore Bugatti speciální typ pro tento závod Type 35T. Premiéra to byla úspěšná, protože Meo Costantini, Ferdinando Minoia a Jules Goux tomto pořadí obsadili kompletně stupně vítězů. François Eysermann na T35A vyhrál II. ročník Velké ceny Tripolisu (26. dubna), Aymo Maggi na T35A Pohár Etny (Coppa Etna, 9. května), Bartolomeo Costantini vyhrál 25. července s T35 Velkou cenu Španělska na okruhu Lasarte u San Sebastianu, François Lecot ve stejný den (25. července) získal Velkou cenu Marny. Trojice Luigi Spinozzi, Carletto "Carlo" Rosti a Aymo Maggi kompletně obsadila s T35 stupně vítězů na Coppa Acerbo (7. srpna) a tento úspěch zopakovali Meo Costantini, Jules Goux (oba T35C) a Arturo Farinotti (T35A) 12. září na Velké Milána, která se jela na okruhu v Monze. Aymo Maggi na T35 přidal 17. října vítězství na okruhu u Gardského jezera, čímž byl úspěšný rok 1926 uzavřen. Pro úplnost je nutno dodat že pro formuli do 1,5 l Bugatti postavil model T39, který rovněž zaznamenal v tomto roce několik vítězných závodů.

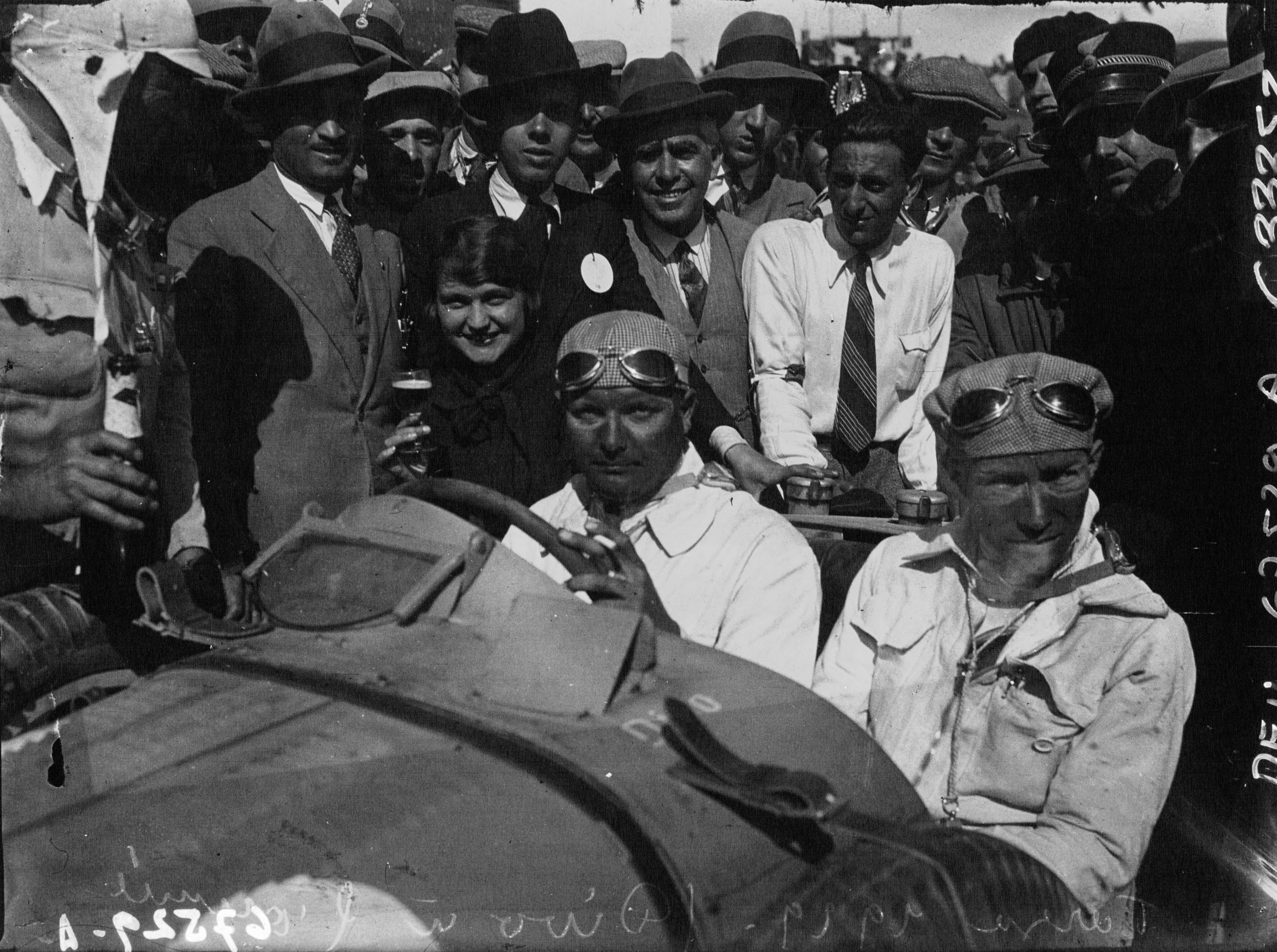
Albert Divo, vítěz Targa Florio 1929 (vlevo za ním Eliška Junková)

V roce 1927 vítězná série Bugatti Type 35 pokračovala. Hned v první velké ceně (III. Velká cena Tripolisu, 6. března 1927) Emilio Materassi s T35C vyhrál, Gaspare Bona (T35T) si odnesl vavřínový věnec vítěze ze závodu na okruhu Pozzo (20. března), Louis Chiron zvítězil s novým modelem T35B na Velké ceně Provence (27. března) a Emilio Materassi (T35C) zopakoval své loňské vítězství na Targa Florio (27. dubna). Na okruzích Alessandria 8. května s T35B a Savio u Ravenny zvítězil 15. května na T35C Gaspare Bona. Slavný Tazio Nuvolari na T35 zvítězil 12. června v Královské ceně Říma, Mario Lepori a Renato Balestrero na T35C obsadili v tomto závodě 2. a 3. místo, úspěch dokonal 4. místem Gaspare Bona (T35B). Prvá 4 místa v celkové pořadí si s T35C zopakovali Emilio Materassi, Nino Cirio (T35A), Gaspare Bona a Adolfo Sansoni 19. června v závodě na okuhu u Bologne. Začínající Philippe Étancelin zvítězil na T35 ve Velké ceně Marny (10. července) u Remeše na okruhu Reims-Gueux. Prvních 5 míst obsadili 25. července Emilio Materassi, André Dubonnet, Caberto Conelli, Louis Chiron (všichni T35C) a Edward Bret (T35) na Velké ceně San Sebaitiánu na okruhu Lasarte. Emilio Materassi připojil 14. srpna na T35C vítězství v Coppa Montenero u Livorna a George Eyston (T35B) 25. srpna ve Velké ceně La Baule (kanton La Baule-Escoublac). Sezónu 1927 vítězně uzavřel Tazio Nuvolari (T35) na okruhu Gardského jezera 9. října.

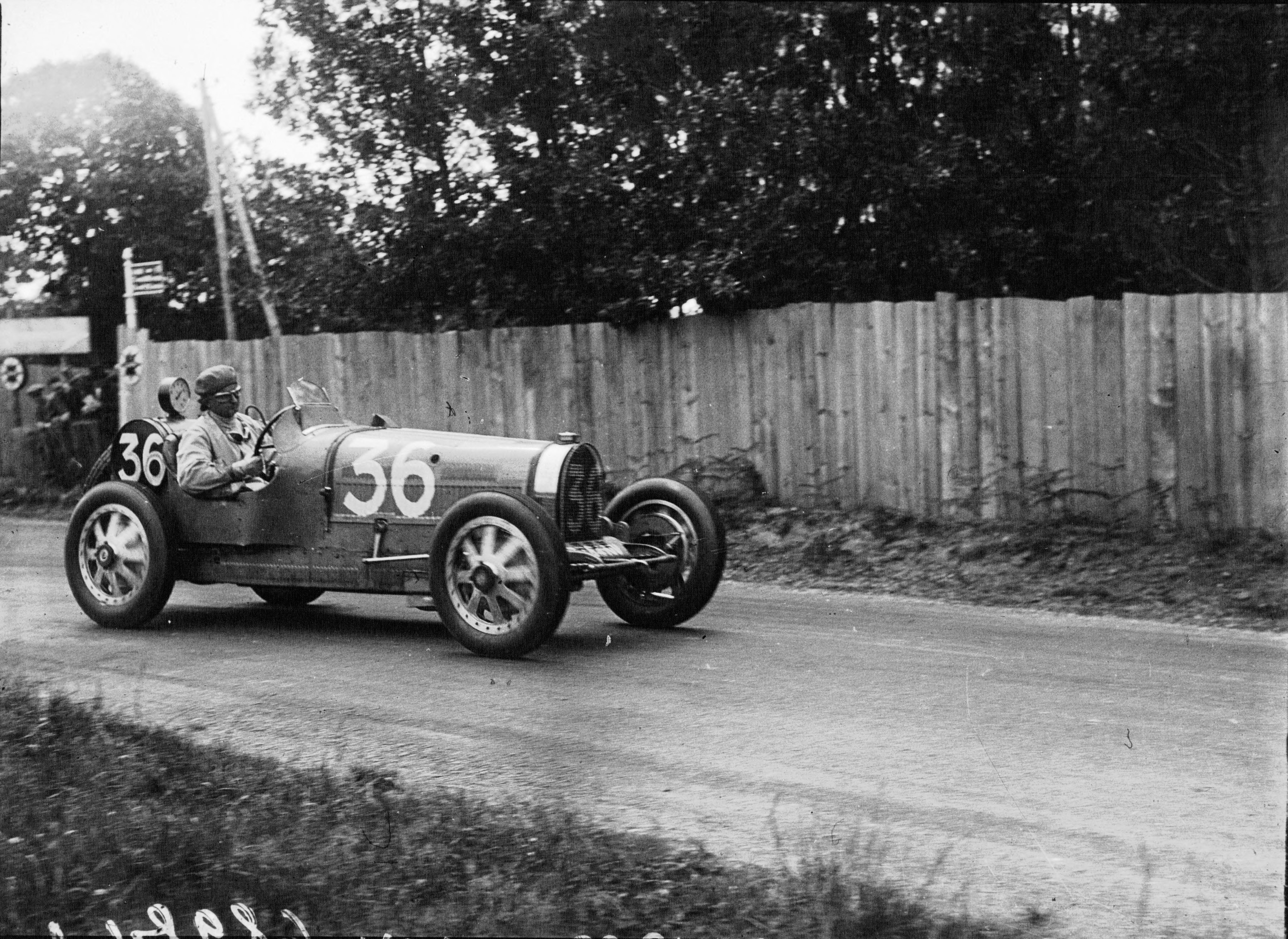
William Grover-Williams v roce 1929 vítězí v GP Francie (T35B)

Pro rok 1928 výbor CSI (International Sporting Committee) federace A.I.A.C.R ukončil experiment s formulemi do 1,5 l a rozhodl o vypsání závodů formulí bez omezení objemu motoru. Vozy však musely vážit mezi 550–750 kg a minimální délka závodu byla stanovena na 600 km. Této sezóně vládl Louis Chiron, který vyhrál 7 Velkých cen, a vozy Bugatti T35C a T35B. Bylo to na velkých cenách Saint Raphaël, Riviéry, Antibes, Říma, Marny, San Sabastián a ve Velké ceně Evropy na Monze. Další 3 vítězství s T35C připojili Tazio Nuvolari (Tripolis, Pozzo a Alessandrie) a 2x vyhrál Marcel Lehoux s T35C (Alžír a Tunis). Albert Divo připojil vítězství na Targa Florio s T35B a Aimery Blacque-Bélair zaznamenal vítězství ve Velké ceně La Baule na modelu T35C. Celkem vozy Bugatti vyhrály 14 závodů z 21, které se v tomto roce konaly. Rok 1928 byl také poznamenám tragickými nehodami, při závodech zahynuli mj. Čeněk Junek, Bedřich Soffer, Emilio Materassi, Huldreich Heusser a další.

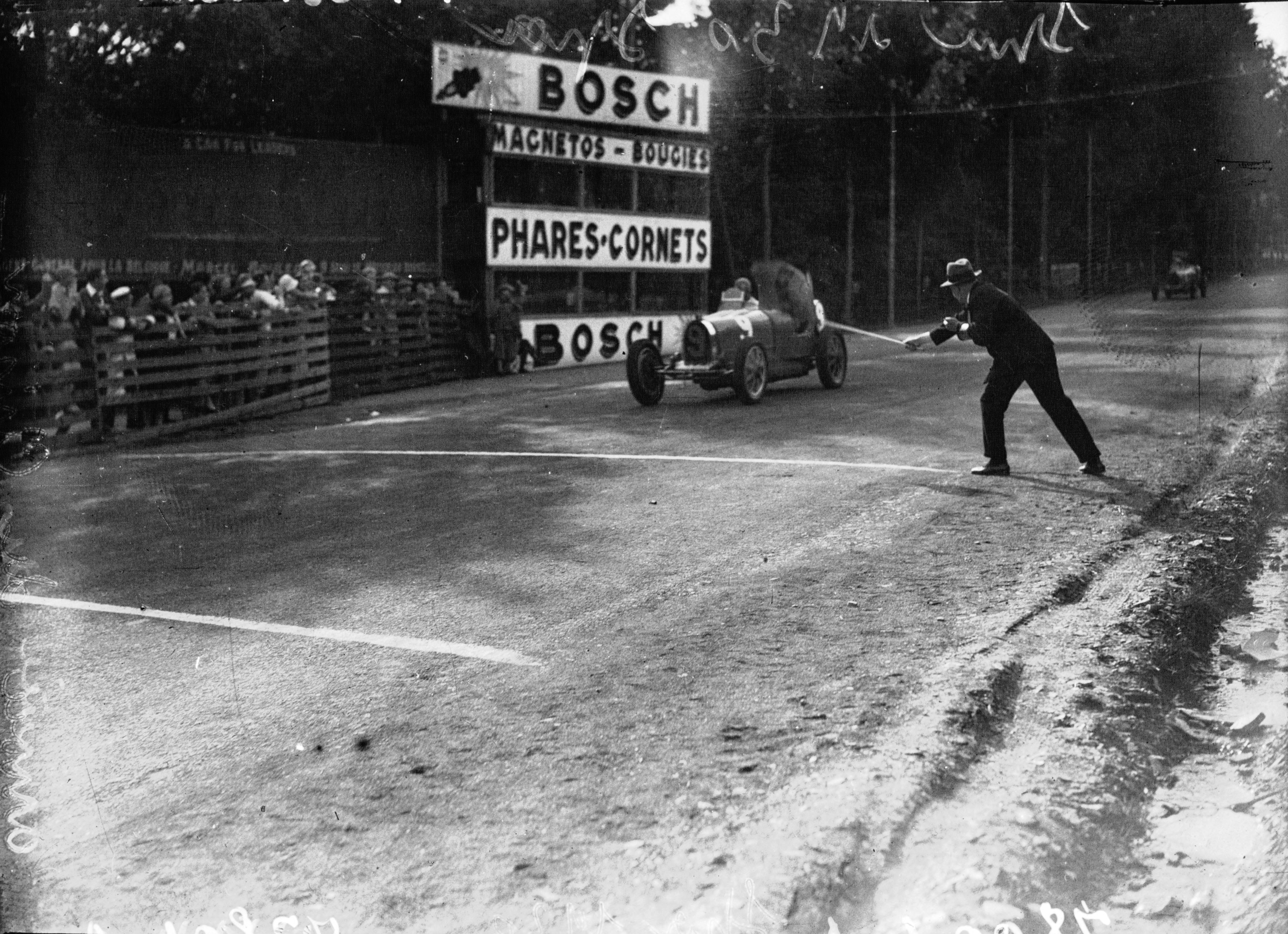
Louis Chiron na T35C vítězí v GP Belgie (současně GP d'Europe) 1930

V roce 1929 "spanilá" jízda typu Bugatti 35 pokračovala neztenčenou měrou. Například 7. července, kdy se současně jely 3 velké ceny (Marna, Dieppe, Coppa di Camaiore), vyhráli Philippe Étancelin (T35B), René Dreyfus (T35C) a Renato Balestrero (T35C) anebo při Velké ceně San Sebastiánu vyhrál Louis Chiron na T35B a za ním se seřadilo dalších 7 jezdců na Bugatti T35 B a C. Celkem s typem Bugatti 35 jezdci zvítězili v 15 závodech z 25, které roku 1929 konaly. Mezi vítěze se zapsali mj. William Grover-Williams (1. ročník Velké ceny Monaka a 15. ročník Velké ceny Francie v Le Mans), 3x Philippe Étancelin (Marna, Comminges/Saint-Gaudens a La Baule) a baron Philippe de Rotschild, který vyhrál 9. května 1929 Velkou cenu Burgundska na okruhu v Dijonu. Albert Divo zvítězil na Targa Florio, což bylo 5 vítězství v nepřerušené řadě (1925–9).
Závodní sezónou roku 1930 se skvělá kariéra Bugatti Type 35 zvolna začíná uzavírat. Bylo zaznamenáno 11 vítězných startů, třemi vítěznými závody dominoval René Dreyfus (Saint Raphaël, 2. ročník GP Monaka, Marna). Po dvou vítězstvích přidali Louis Chiron (Lyon, Velká cena Evropy ve Spa), Philippe Étancelin (Dauphiné u Grenoblu a Velká cena Francie v Pau) a Heinrich-Joachim von Morgen (7. ročník ADAC Eifelrennen a 1. ročník závodu na Masarykově okruhu). Významným dnem této sezóny byl 20. červenec, kdy se současně jely Velká cena Evropy ve Spa (Louis Chiron, T35C), Velká ceny Marny (Marcel Lehoux, T35B) a na jižní smyčce Nürburgringu závod ADAC Eifelrennen (Heinrich-Joachim von Morgen, T35B). V roce 1931 vyhrál typ T35 ve 3 velkých cenách, ale to již nastoupily nové vozy Bugatti Type 51 a Type 54. V roce 1932 svoji dráhu automobilového závodníka začínal na voze Bugatti 35C Guy Moll. 
Mimo závodů na okruzích byl typ T35 mimořádně úspěšný i v závodech automobilů do vrchu, kde se objevoval až do roku 1936, včetně závodů Mistrovství Evropy v závodech automobilů do vrchu (1930–1933). 

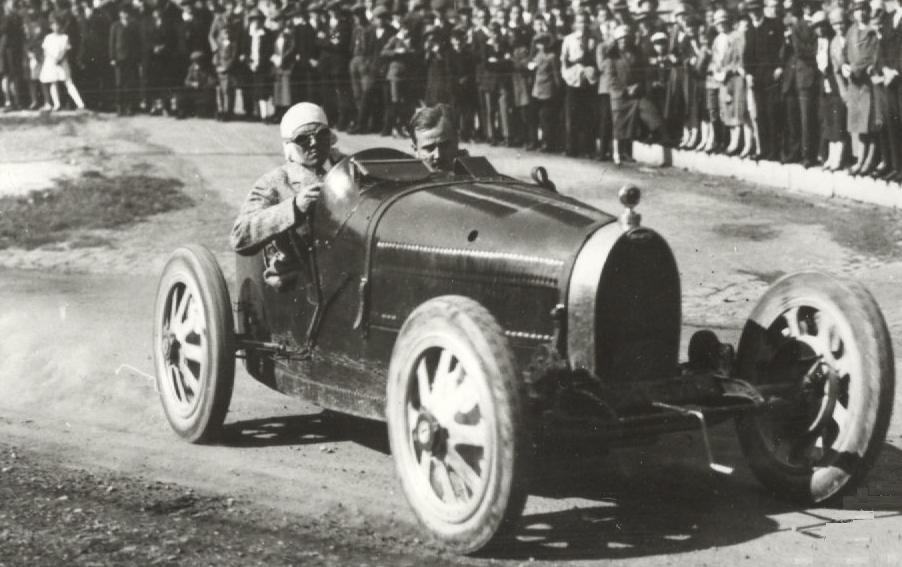
Čeněk Junek, vítězí na Bugatti T35B v závodě do vrchu "Hřebenka" ze Smíchova na strahovské Sokolské sletiště (1926)

## Bugatti Type 35 v Československu
V Čechách byli nejznámějšími osobnostmi soutěžícími s vozy Bugatti Type 35 Čeněk Junek a  Eliška Junková, mezi jejíž úspěchy patřilo páté místo v závodě Targa Florio v roce 1928. Již v roce 1925 Čeněk Junek vyhrál závody do vrchu Brno-Soběšice, Dubí-Cínovec a Schöber. V dalších letech vyhrál několik dalších závodů do vrchu i na okruzích mj. závod do vrchu Karlovy Vary (Panorama), Hřebenka na strahovské sokolské sletiště a závod Knovíz-Olšany atd. V Československu s typem T35 závodilo několik jezdců. 
 

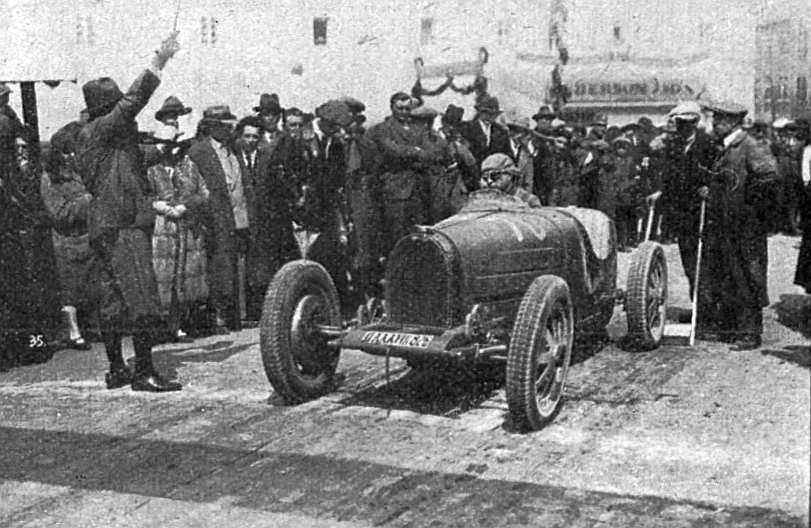
Ernst Mahla, Bugatti T35B, Zbraslav-Jíloviště 1929

V prvé řadě to byl Jiří Kristián Lobkowicz, který s ním vyhrál závod Mistrovství Evropy do vrchu Zbraslav – Jíloviště, které se jelo 11. května 1930 (Bugatti T35C) a skončil jako nejlepší domácí jezdec závodu. Zvítězil v kategorii závodních vozů do 2,0 l v čase 3:04,3 min a vytvořil nový rekord třídy. 

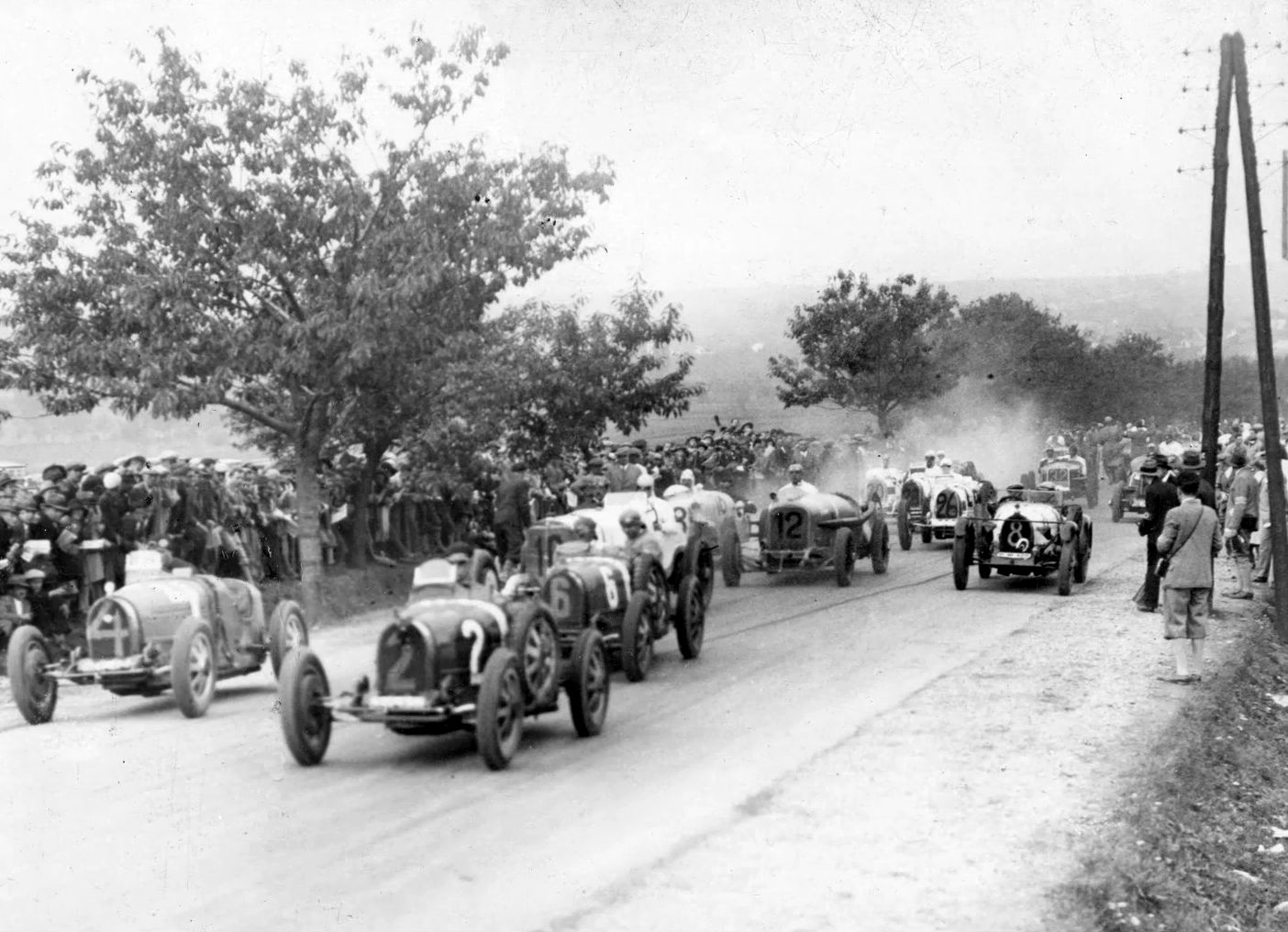
Start závodu na Masarykově okruhu Brno (1930), st. č. 2 Lobkowicz (T35C), č. 4 Bondy (T35B), č. 6 Bittmann (T35C) a č. 8 Kubíček (T35B)

V létě 1930 startoval v Rakousku, 31. srpna do vrchu Gaisberg a 14. září do vrchu Semmering. Na 1. Masarykově okruhu 1930 byl dlouho v konkurenci závodnických es jako byli Morgen, Caracciola, Nuvolari, Borzachini a Burgaller na 6. místě. Pozici ztratil v 5. kole pro poruchu zapalovací magnetky (prasklé kladívko odtrhovače). Ač ho porucha stála víc než hodinu času, pokračoval v závodu. V době, kdy závod na 17 kol oficiálně skončil, měl ujeto 14 kol a obsadil by v této kategorii 6. místo; pro malou ujetou vzdálenost nebyl klasifikován. Rok 1931 zahájil na závodě Mistrovství Evropy do vrchu Zbraslav – Jíloviště (31. května 1931) a opět vyhrál jako Hýta I (přezdívka) svou kategorii a docílil nejlepšího času z čs. jezdců. Svůj loňský čas vylepšil na 2:47,56 min a překonal opět rekord třídy závodních vozů 1500–2000 cm3. Do trvalého vlastnictví tak získal Bondyho putovní cenu. Na polském závodu do vrchu v Tatrách u Zakopaného (Wyścig Tatrzański) v kategorii závodních vozů (1500–3000 cm3) již na opraveném Bugatti 35C (po nehodě na Gaisbergu, 9. srpna) obsadil 2. místo, v závodě do vrchu ve slezském Schreibenau (Sklarska Poreba) v Krkonoších na Bugatti 35C skončil 2. v kategorii závodních vozů do 2,0 l (22. srpna) a přečkal šťastně nehodu v závodě do vrchu Ploskovice-Horní Řepčice u Litoměřic. Pro sezónu 1932 si zakoupil další Bugatti, typ 51.

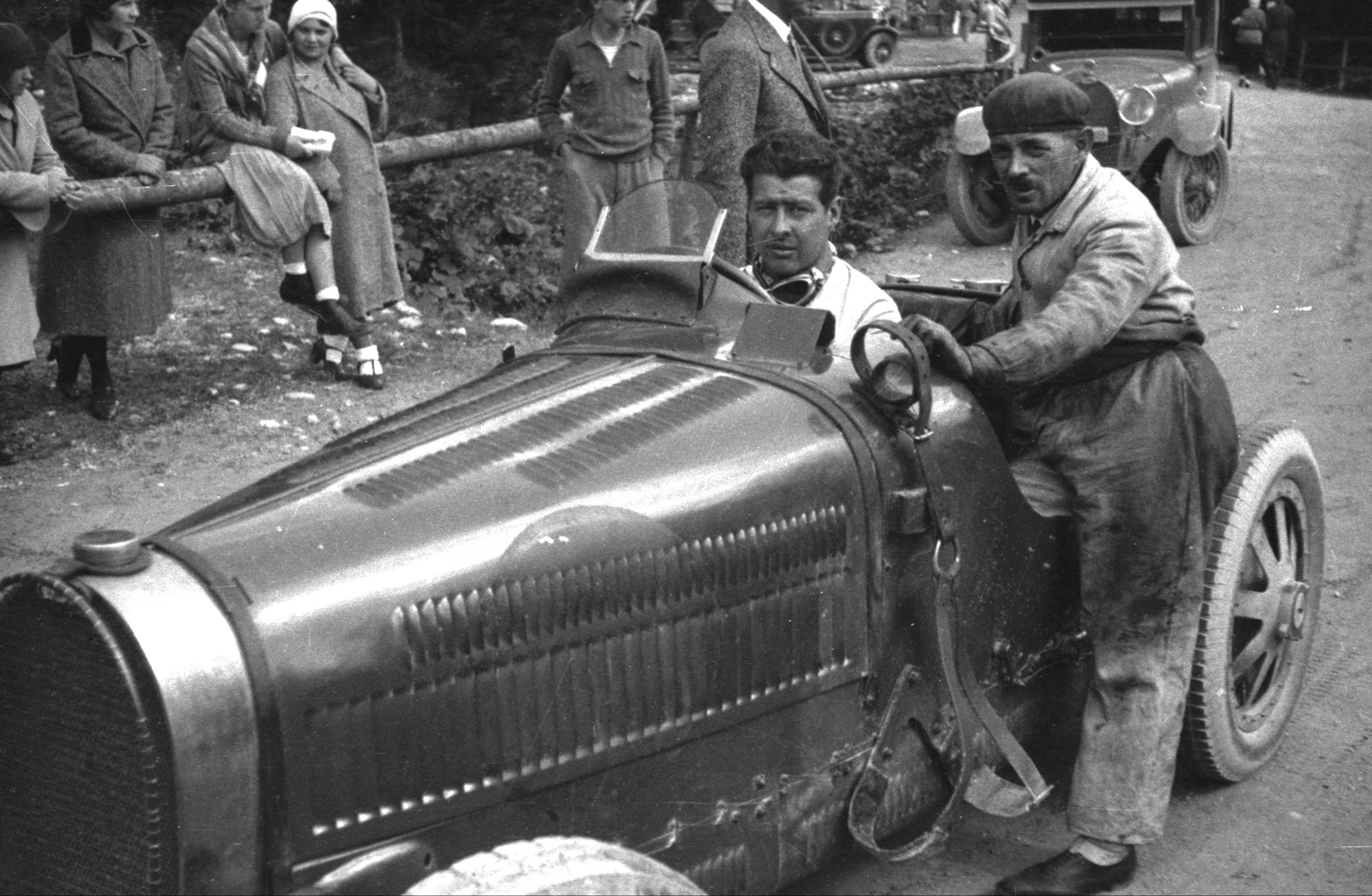
Jiří Lobkovicz (Bugatti T35C) na IV. ročníku mezinárodních tatranských závodů do vrchu (1931)

S modelem Bugatti T37 začínal závodit od roku 1928 i MUDr. Otakar Bittmann. Při závodě na Pradědském okruhu (3. ročník, 3. června 1928) třikrát v plné rychlosti vyletěl z trati, když se nechtěl smířit se snadným vítězstvím ve své kategorii poté, co všichni jeho soupeři již ze závodu odpadli. Pustil se tak do souboje se silnějšími vozy z vyšší kategorie a po 3. "výletu" závod ukončil. Účastnil se také Velké ceny Německa sportovních vozů v červenci 1928, při které zemřel Čeněk Junek. V květnu 1929 se zúčastnil s Bugatti T35B závodu Targa Florio, ale přestože dojel na 5. místě, byl diskvalifikován, protože jej v závěru závodu vystřídal Mario Lepori, který však jako náhradní jezdec nebyl předem ohlášen. O rok později (4. května 1930) závod Targa Florio s Bugatti T35C dojel na 12. místě, což je po Elišce Junkové druhý nejvýznamnější úspěch v tomto závodě. Jel na automobilu, který si koupil od Elišky Junkové, která po tragické nehodě manžela přestala závodit. Dne 28. září 1930 startoval na 1. ročníku závodu na Masarykově okruhu v Brně. Po doplnění paliva po 7. kole ze 14 vypsaných však začal jeho vůz Bugatti T35C hořet – jiskra z karburátoru pravděpodobně zapálila benzín, kterým byla polita zadní část auta, a oheň se pak dostal i do nádrže. Bittmannovi se podařilo z vozu vyskočit. Svou závodní kariéru pak ale ukončil.
S typem T35B závodil i podnikatel Miloš Bondy. Po úspěších s typem Bugatti T37A si pro rok 1930 zakoupil silnější typ T35B pro závod na Masarykově okruhu. Miloš Bondy startující na novém osmiválci 2262 cm3 z první řady byl po 1. kole na 9. místě, ale postupně se začal prokousávat pořadím vzhůru. Jel proti svému zvyku z počátku pomalu a opatrně, po páteční nehodě v tréninku. Při plánované zastávce v depu po 10. kole na doplnění paliva bylo zjištěno, že má někde nahoře prasklou nádrž a při plném stavu by z nádrže benzín (dynakol) tekl. Proto doplnění paliva je provedeno jen pod místo předpokládané trhliny. Po 17 kolech Miloš Bondy dojel do cíle v kategorii nad 1,5 l na skvělém 5. místě v čase 5:38:57,3 h. Neplánované prodloužení zastávky v depu ho stálo odhadem 25 minut, což ho připravilo o 3. místo, protože 3. Nuvolari dojel jen 13 minut před ním. To byl zřejmě jeho jediný start s T35B a prodal je Janu Kubíčkovi, protože na rok 1931 se vrátil k typu T37A.
Čtvrtým československým účastníkem prvního závodu na Masarykově okruhu byl Jan Kubíček, který si Bugatti T35B zakoupil z pozůstalosti po Čeňku Junkovi od jeho manželky Elišky již koncem roku 1928. Před Brnem 1930 s tímto vozem upraveným jako cestovní automobil vyhrál národní závod při podniku Mistrovství Evropy Zbraslav-Jíloviště. V kategorii vozů do 2 500 ccm zvítězil Jan Kubíček před Theimerem (Citroën). Kubíček za nejlepší čas dostal stříbrný vavřínový věnec od časopisu Motor News. V celkovém pořadí národního závodu zvítězil a v celkovém pořadí vč. mezinárodního závodu obsadil svým výkonem 14. místo. Jeho čas z roku 1930 v národním závodě automobilů do 2 500 ccm zůstal rekordem už nikdy nepřekonaným. Na podzim 1930 (28. září) se účastnil (a úspěšně) prvního závodu na Masarykově okruhu v Brně. Startoval v hlavním závodě v kategorii nad 1 500 ccm (st. č. 8, 17 kol, 495,4 km). V konkurenci závodnických es jako byli Morgen, Caracciola, Nuvolari, Borzachini a Burggaller obsadil výborné 4. místo, což je nejlepší výsledek československého jezdce v závodě typu Grand Prix. O rok později tento výsledek vyrovnal v Brně Jiří Kristián Lobkowicz na Bugatti Type 51. Jan Kubíček si koncem roku 1930 zakoupil jiné, závodní Bugatti T35B od Miloše Bondyho a s tím závodil nejdéle, v Brně startoval i v letech 1931–33 (v roce 1933 skončil na 7. místě) a 1932–33 na Velké ceně Lwowa, avšak bez výraznějšího úspěchu. Stal se však absolutním vítězem tuzemských závodů automobilů: I. Okruh Hradcem Králové (1933), 5. ročník Stříbrného trianglu Československa (1933), III. Lochotínský okruh (1935), Krakonošův okruh (1937–8), Českobrodský okruh (1935, 1938), Zdibský okruh (1938). Od roku 1935 však do stárnoucího Bugatti z roku 1930 vestavěl nový motor Ford.

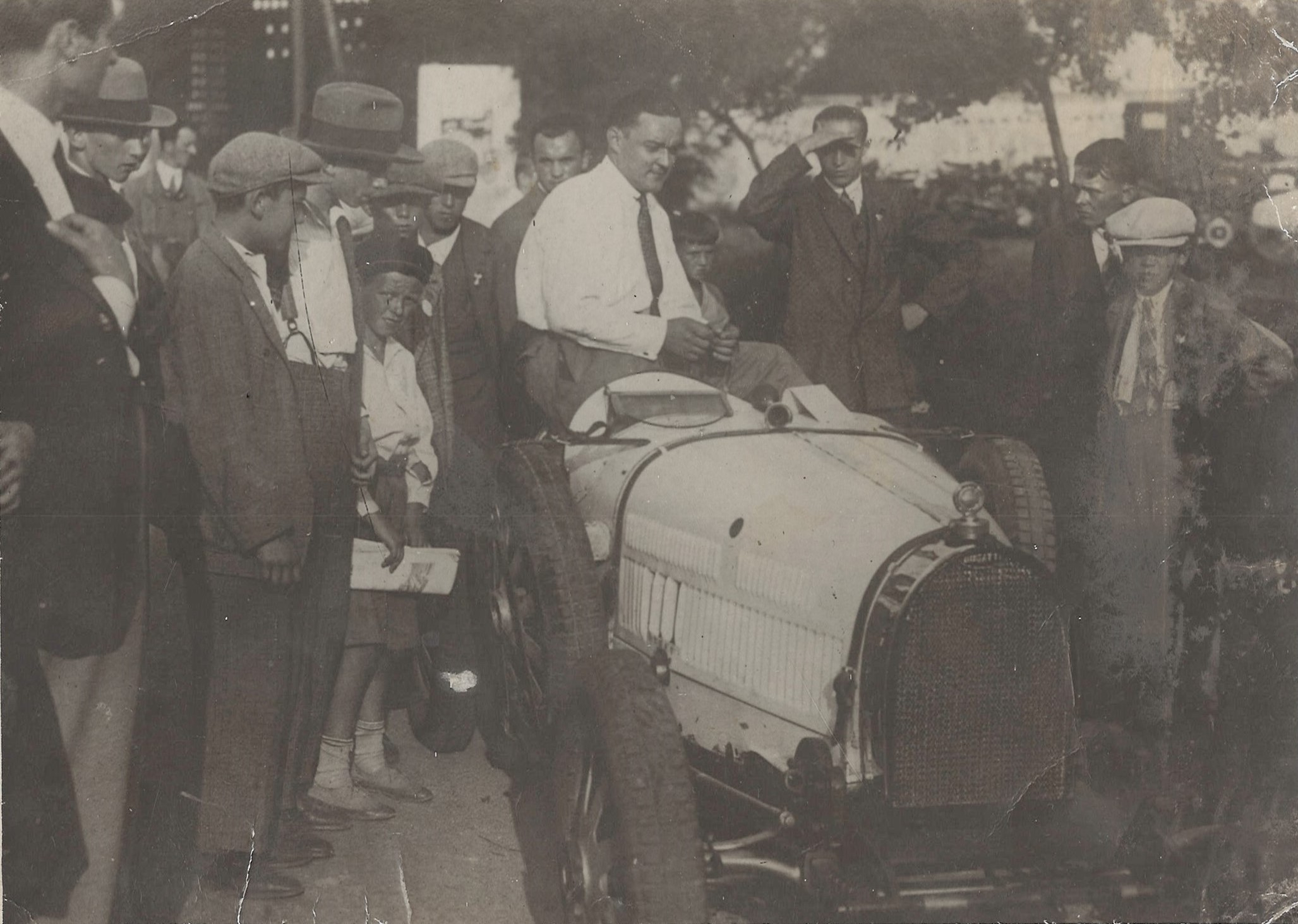
Závodník Vladimír Horák

Tragicky skončil na Bugatti 35B (na kterém zahynul Čeněk Junek) Vladimír Horák z Prahy, který se s ním zúčastnil několika závodů (Brno-Soběšice, do vrchu Křivoklát) a mj. se  v Praze 25. srpna 1929 účastnil na Dni rekordů na letmý kilometr, který byl uspořádám Svazem závodníků AKRČs. Závod se konal na poděbradsko-náchodské státní silnici. Horák zvítězil v čase 20,39 vt., tj. 176,6 km/h, což byla tehdy nejvyšší rychlost úředně naměřená automobilu. Jeho osud naplnil v září 1929 při závodě Ecce Homo. Během tréninku narazila Bugatti T35B Vladimíra Horáka do motocyklu Edmunda Müllera, který se otáčel v prostoru za cílovou čárou. Müller podlehl zranění téhož dne, Vladimír Horák o den později. V místě tragické nehody byl postaven pomník, který stojí v příkopě po pravé straně v místě cíle závodu ve směru závodní jízdy.
Továrník Ernst (Arnošt/Ernest) Mahla ze Smržovky zprvu závodil v prvé polovině 20. let na Mercedesu přes 4,5 l (Schöber 1922–3) a na Bugatti do 2,0 l zdvihového objemu (Schöber 1924, Dubí-Cínovec 1924–5). Koncem 20. let si pořídil Bugatti T35B a měl s ním poprvé startovat na Ecce Homo v září 1928, ale byl pouze ve startovní listině. V květnu 1929 na závodě Zbraslav-Jíloviště dosáhl svého životního výsledku, když zvítězil v kategorii závodních vozů 2000–3000 ccm, překonal stávající rekord Čeňka Junka z roku 1927 a v celkovém pořadí obsadil 3. místo za Stuckem a Caracciolou. O 14 dnů později (26. května 1929) měl těžkou havárii v závodě do vrchu na Lückendorf u Žitavy (Lückendorfer Bergrennen). Bugatti řízené Mahlou se vymklo kontrole kvůli technické závadě na závěrečném úseku stoupání, když jelo odhadovanou rychlostí 150–160 km/h poblíž König-Johann Quelle. Vůz vyletěl z trati, narazil do telegrafního sloupu, potom se o 180° otočil a přistál ve svahu mimo silnici, kde však stála skupina diváků. Usmrtil dvě osoby a dalších čtrnáct zranil. On osobně utrpěl jenom zlomeninu pravé ruky a klíční kosti. Kvůli tragédii byl závod ukončen.

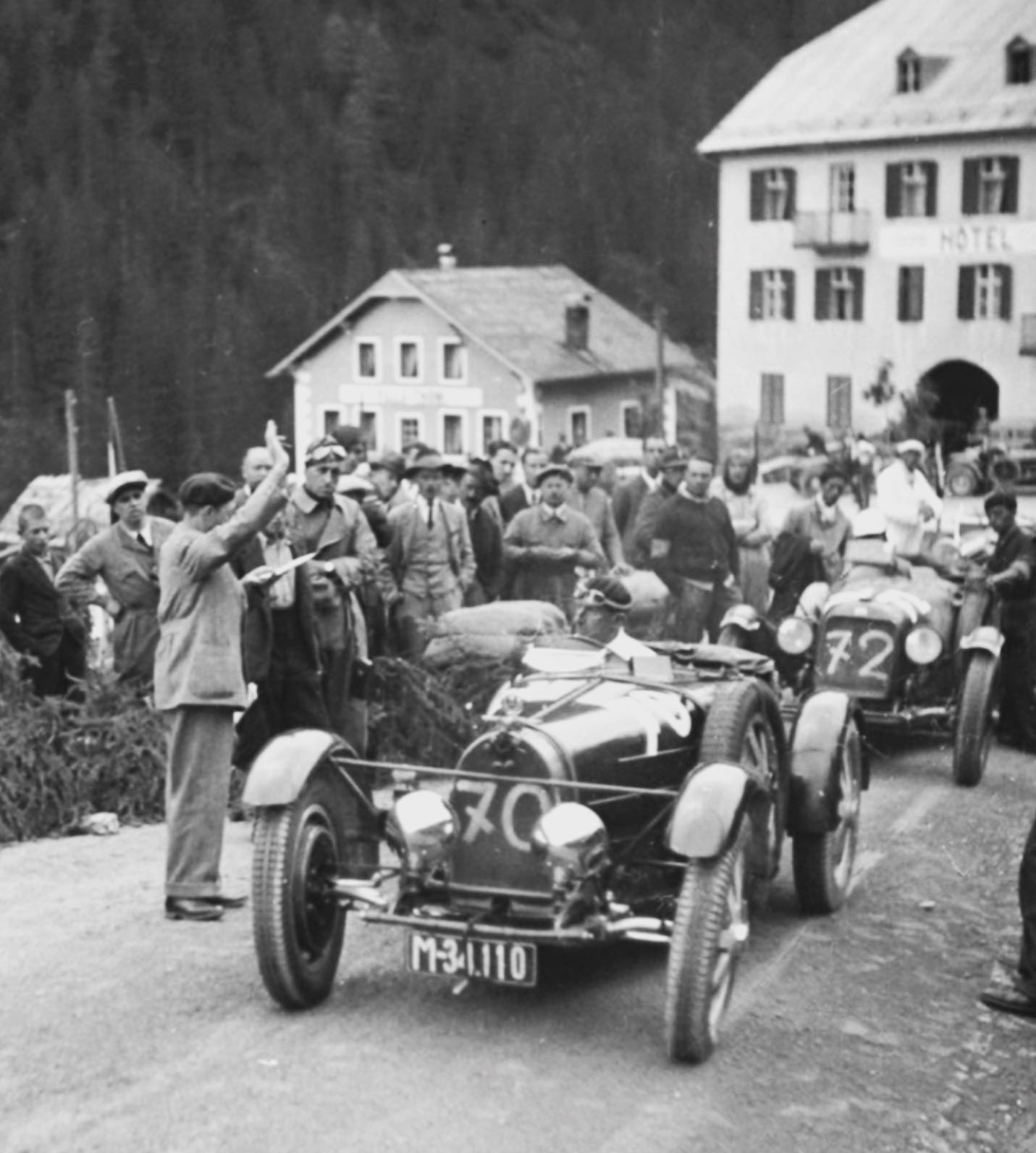
Stelvio/Meran (1934) Bugatti T35B, Wilfried Proskowetz

Mimo těchto závodníků se na T35 objevili v závodech Josef Šťastný (2. a 3. Masarykův okruh 1931–32, T35B), Zdeněk Pohl (3. a 4. Masarykův okruh 1932–33, T35B, v roce 1933 obsadil v Brně 5. místo), Jan Pavlíček (Masarykův okruh 1934, T35), František Holešák (5. Masarykův okruh 1934, T35C), Wilfried Proskowecz (Kesselberg 1932, Gaisberg 1932–3, Stelvio 1934, Ecce Homo 1933–7, T35B) atd.

## Repliky Bugatti Type 35
V 80. letech 20. století vznikla v Argentině firma Pur Sang, ve které se ručně vyrábí téměř stoprocentně identické kopie Typu 35, Typu 51, Typu 55, 8C Monza Alfa Romeo a dalších cca 20 automobilů. Jediným rozdílem oproti originálu je přidaný ventilátor chlazení motoru a mírně odlišná kola. Až na pneumatiky a reflektory je celý vůz vyráběn v Argentině za použití původních postupů a materiálů, ročně je vyrobeno 20–30 kusů.
Repliky Bugatti 35 se vyrábí i České republice, u firmy Ladislava Samohýla (Samohýl Motor Zlín). Auta vyráběná podle původní dokumentace jsou označena jako „Nostalgic Edition” (NE). Bylo vyrobeno 20 replik tohoto vozu. Bugatti Nostalgic Edition 35B má osmiválcový motor se zdvihovým objemem 2 292 cm3, výkon 95,6 kW/130 k a hmotnost 750 kg.
Tabulka parametrů
Základní technické údaje
|          | Motor                        | zdvihový objem | vrtání x zdvih | plnění válců | výkon (k/kW) | max. rychlost | převodovka         | hmotnost | výroba  |
| Type 35  | řadový osmiválec, 24 ventilů | 1991 cm3       | ø 60 x 88 mm   | –            | 90/66        | 180 km/h      | manuální, 4 stupně | 650 kg   | 1924–27 |
| Type 35A | řadový osmiválec, 24 ventilů | 1991 cm3       | ø 60 x 88 mm   | –            | 75/55        | 173 km/h      | manuální, 4 stupně | 650 kg   | 1926–29 |
| Type 35C | řadový osmiválec, 24 ventilů | 1991 cm3       | ø 60 x 88 mm   | kompresor    | 120/88       | 202 km/h      | manuální, 4 stupně | 650 kg   | 1926–30 |
| Type 35T | řadový osmiválec, 24 ventilů | 2262 cm3       | ø 60 x 110 mm  | –            | 105/77       | 190 km/h      | manuální, 4 stupně | 750 kg   | 1926–30 |
| Type 35B | řadový osmiválec, 24 ventilů | 2262 cm3       | ø 60 x 110 mm  | kompresor    | 140/103      | 210 km/h      | manuální, 4 stupně | 750 kg   | 1927–31 |

## Galerie

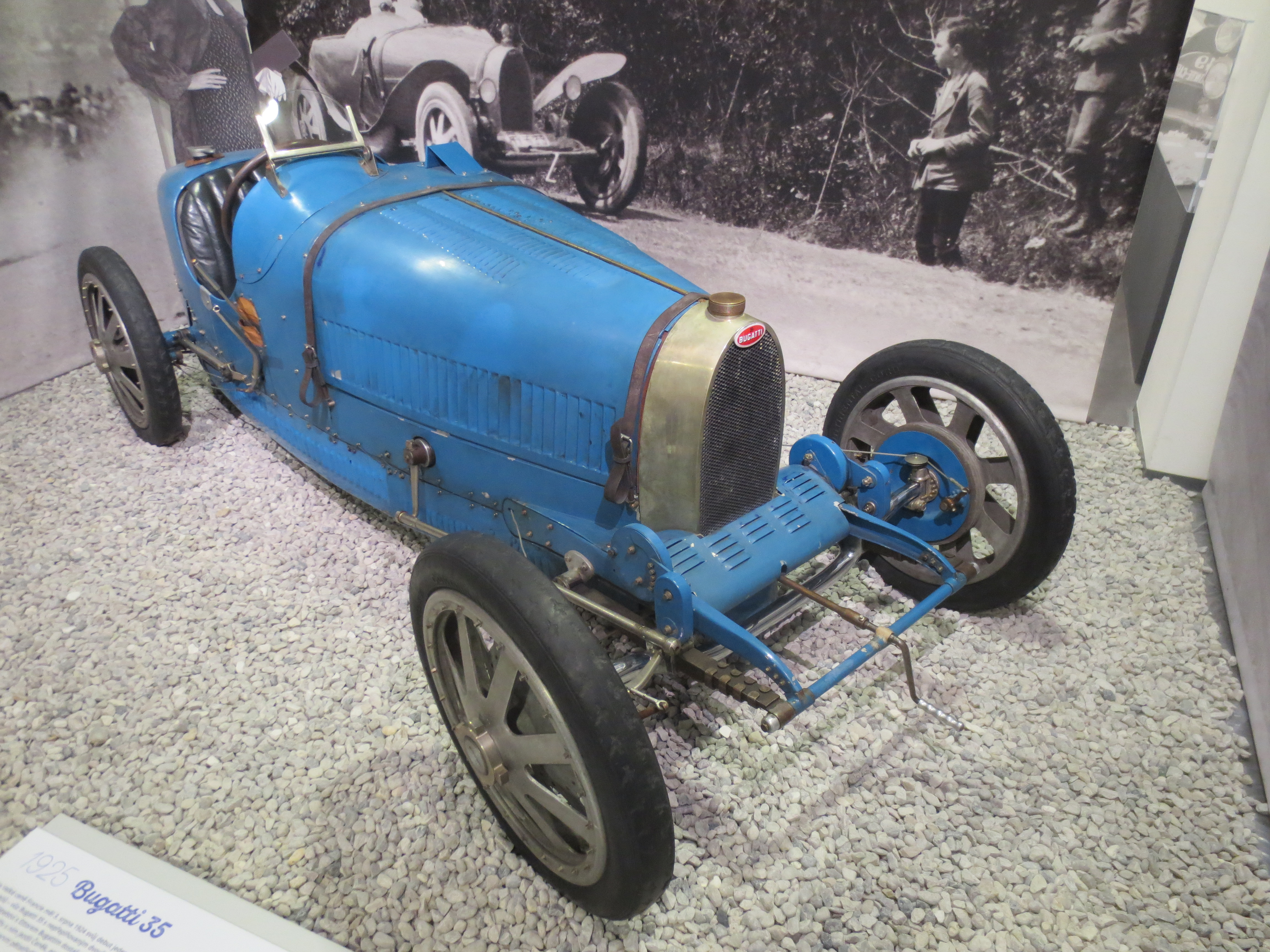
Bugatti Type 35 (1925)
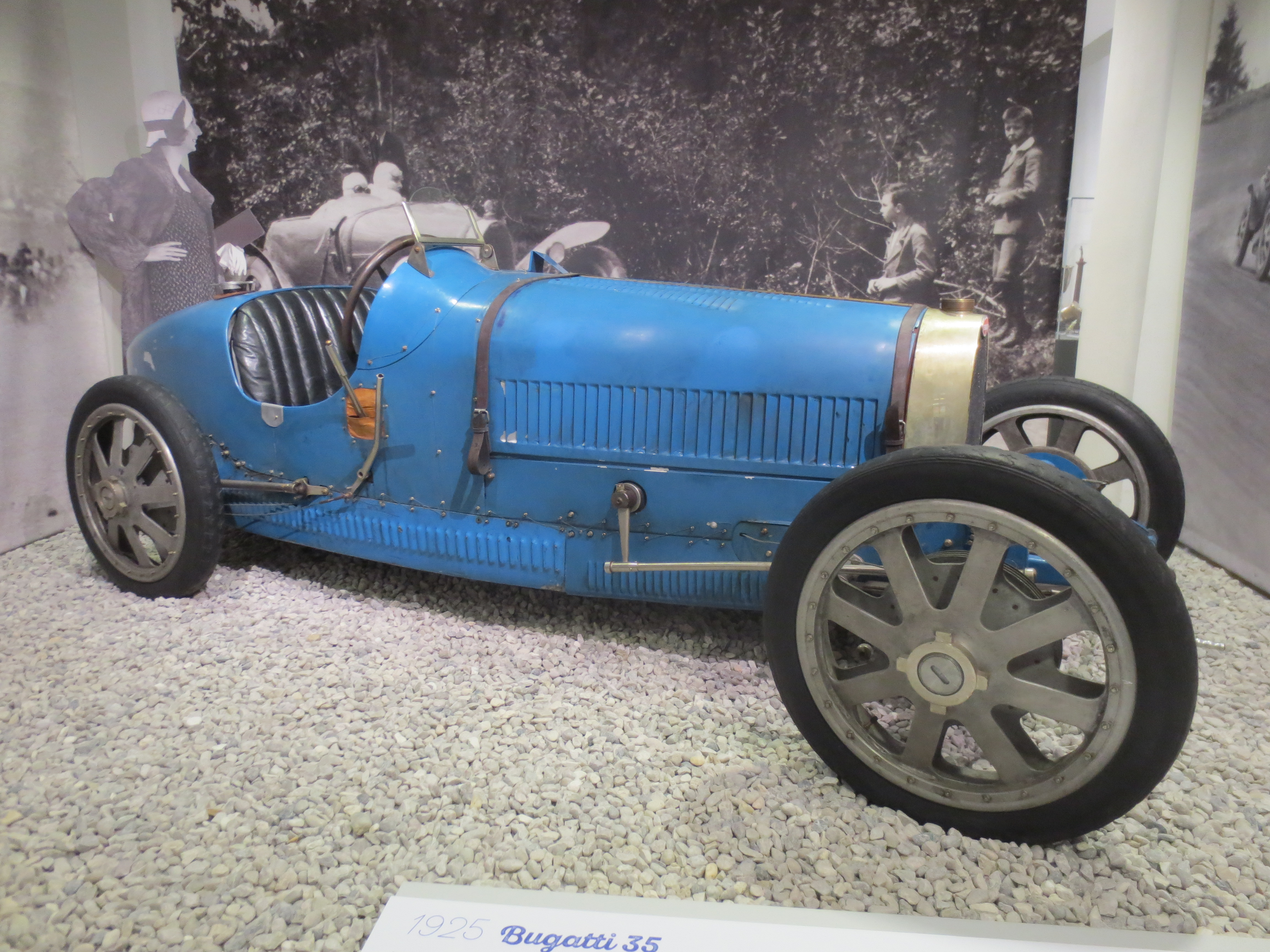
Bugatti 35 Čeňka Junka na výstavě Vavříny s vůní benzínu (NTM 2021)
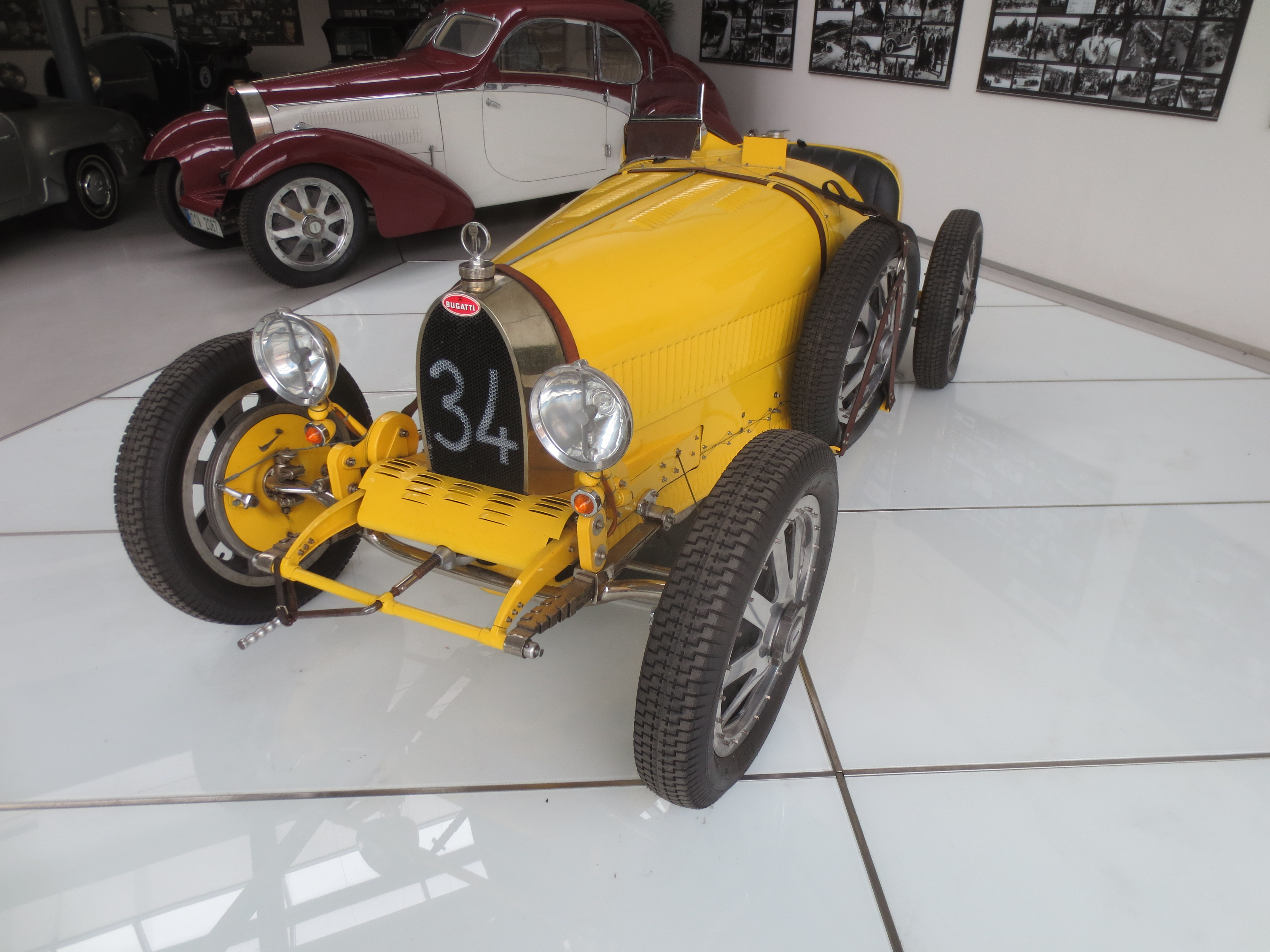
Bugatti Nostalgic Edition 35B (Samohýl Motor Veterán Zlín 2021)
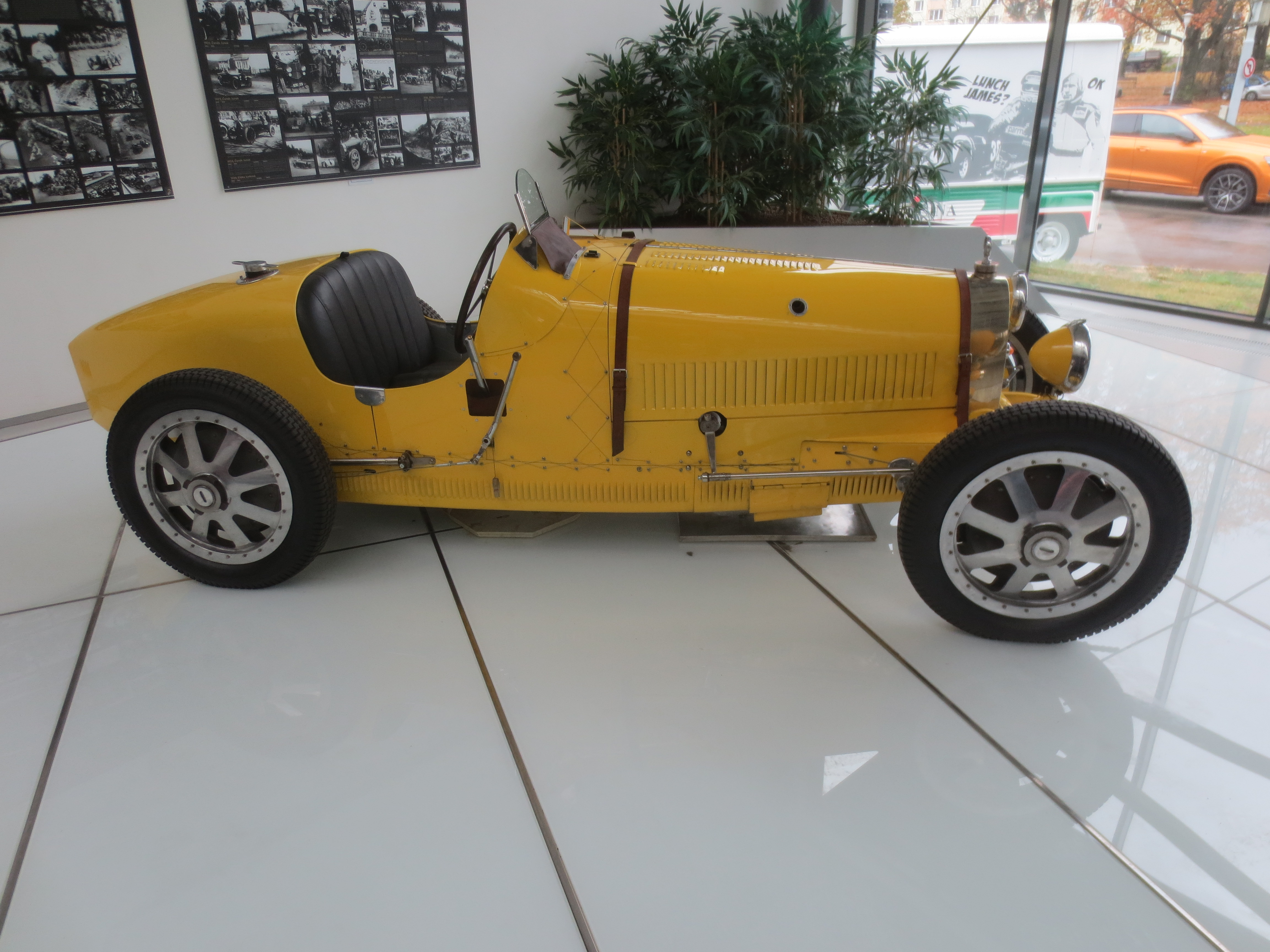
Bugatti Nostalgic Edition 35B
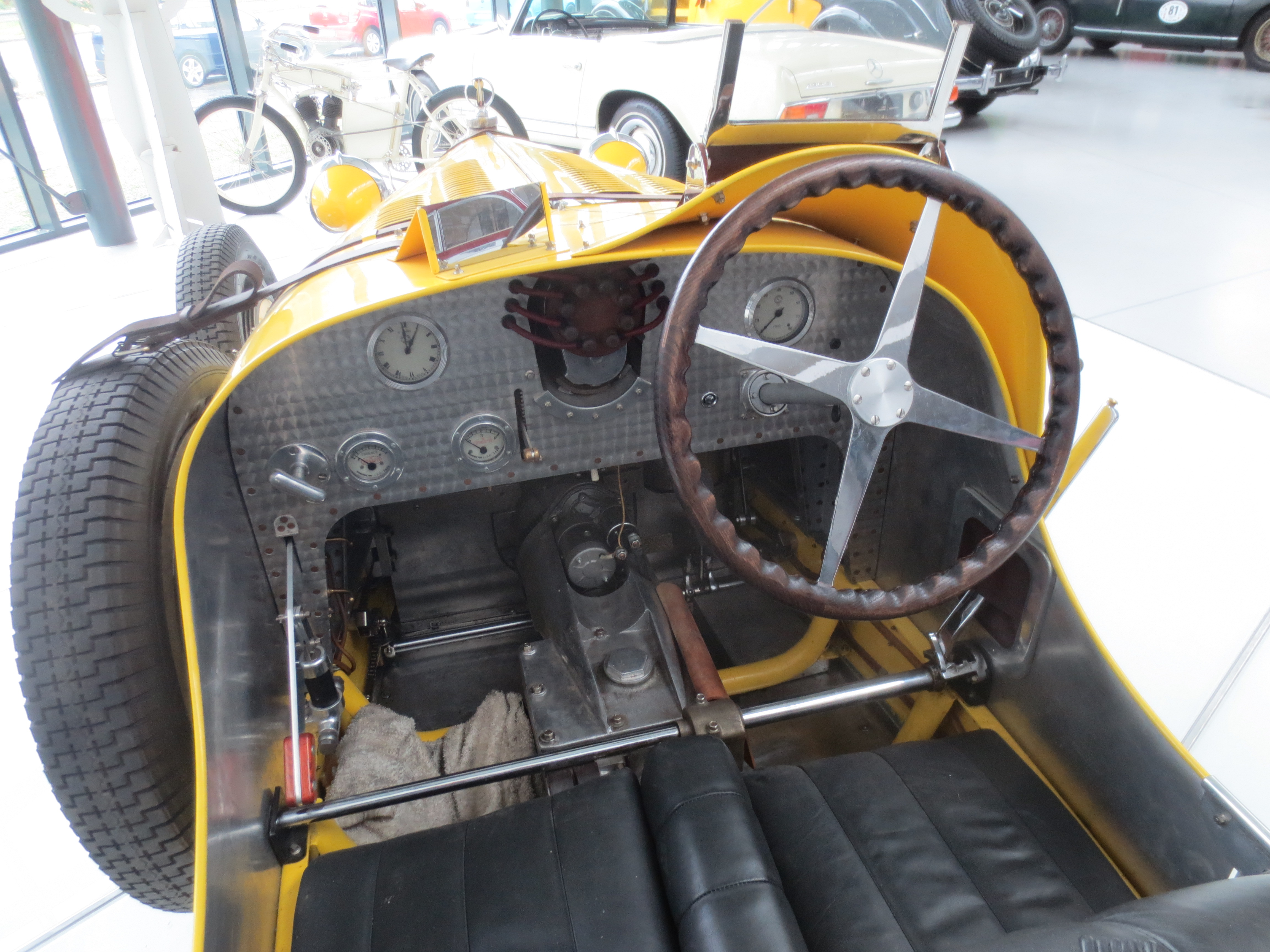
Bugatti Nostalgic Edition 35B